# 三菱仲15号館
三菱仲15号館（みつびしなかじゅうごごうかん）は、かつて日本の東京都千代田区丸の内にあった建築物である。

## 沿革
丸の内地区の大地主だった三菱合資会社が東京府東京市麹町区八重洲町一丁目1番地（後の東京都千代田区丸ノ内2-12）にオフィスビルとして建設した。1917年（大正6年）10月15日に着工し、1919年（大正8年）4月25日に竣工した。
当初は久原鉱業（後の日産コンツェルン）が賃借して本社を置いていた。1924年（大正13年）には同社社員の宮長平作が個人名義で「久原工事部」の屋号で土木建築請負業を開業（後に中央土木会社となり、その後 日産土木、日産建設、りんかい日産建設となった）して事務所を置き、その後1937年（昭和12年）に建設された日産館へ移転するまで日産の本拠地となった。
第二次世界大戦後の1946年（昭和21年）3月22日に連合国軍最高司令官総司令部 (GHQ) はこのビルを接収してエデュケーション・センターおよび米軍調達部としたが、1956年（昭和31年）1月18日にほぼ立ち退き、1958年（昭和33年）1月をもって三菱地所に返還した。
返還を受けた三菱地所は、当時の旺盛なオフィス需要に対応すべく、より大規模なオフィスビルを建設するため三菱仲15号館を解体することにした。解体に先立ち、三菱地所は東京消防庁監督のもとに1961年（昭和36年）6月20日に大掛かりな火災実験を行った。その後三菱仲15号館は取り壊され、跡地には三菱電機ビルヂングが建設された。

## 火災実験
耐火造高層建築物の火災性状を把握して、その防火対策に活かすことや、必要な消防器材の使用テストを行うことを目的に行われた。主な実験内容は以下の通りである。
- 建物内の温度測定
- 燃焼生成ガスの分析
- 煙濃度および拡散状況の測定
- 放射性物質用鉛容器の耐火力試験
- 各種消防器材・装備に関する実験
- 消火作業
- 内装材料の有無による火炎伝播速度の測定
- 放射熱の測定

また、実験結果は学術論文にもまとめられている。